# Vilar de Canes

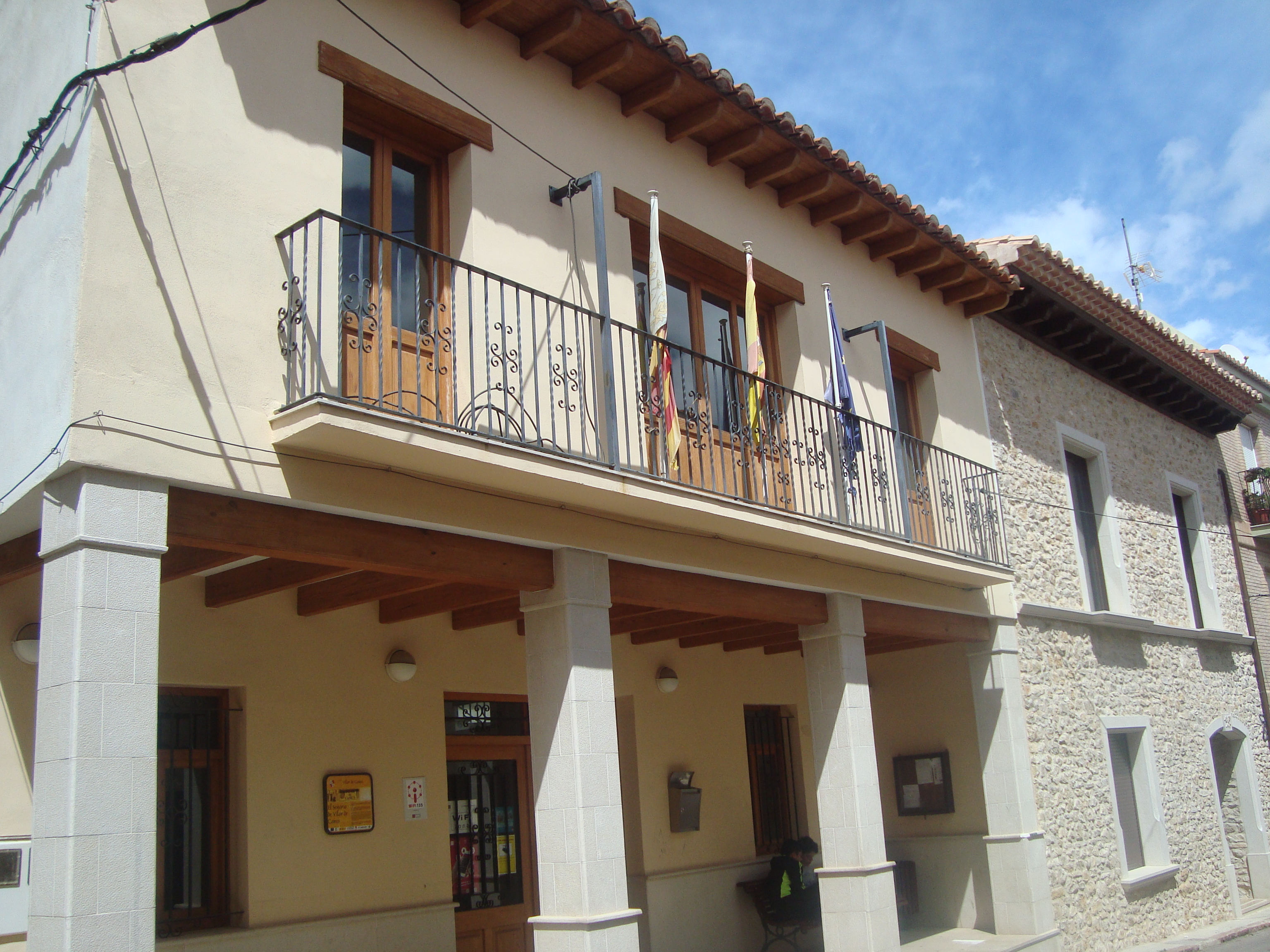
Vilar de Canes

Vilar de Canes è un comune spagnolo di 183 abitanti situato nella comunità autonoma Valenciana.
Chiesa parrocchiale di San Lorenzo

## Altri progetti

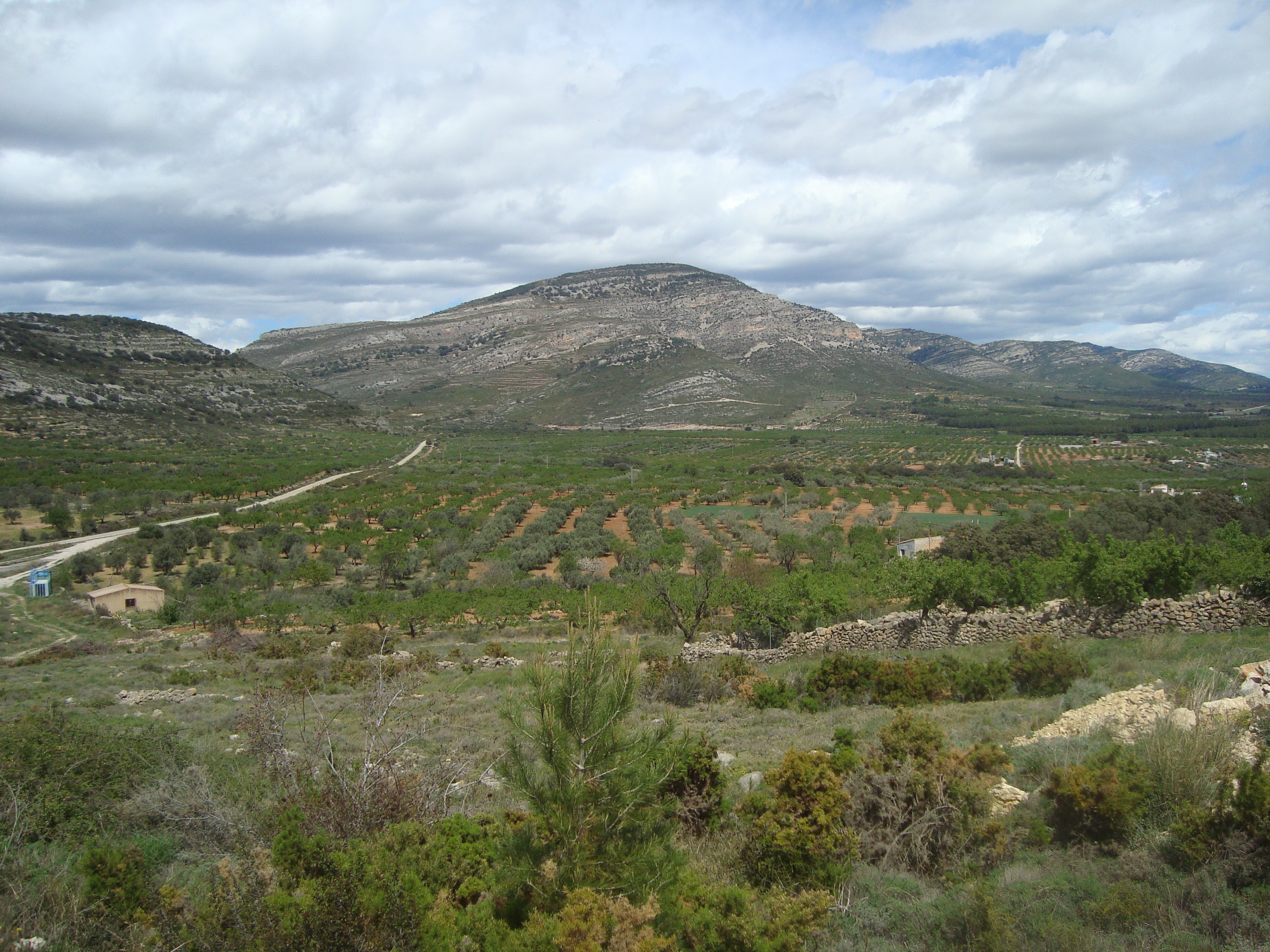
Panoramico rurale (Vilar de Cannes)

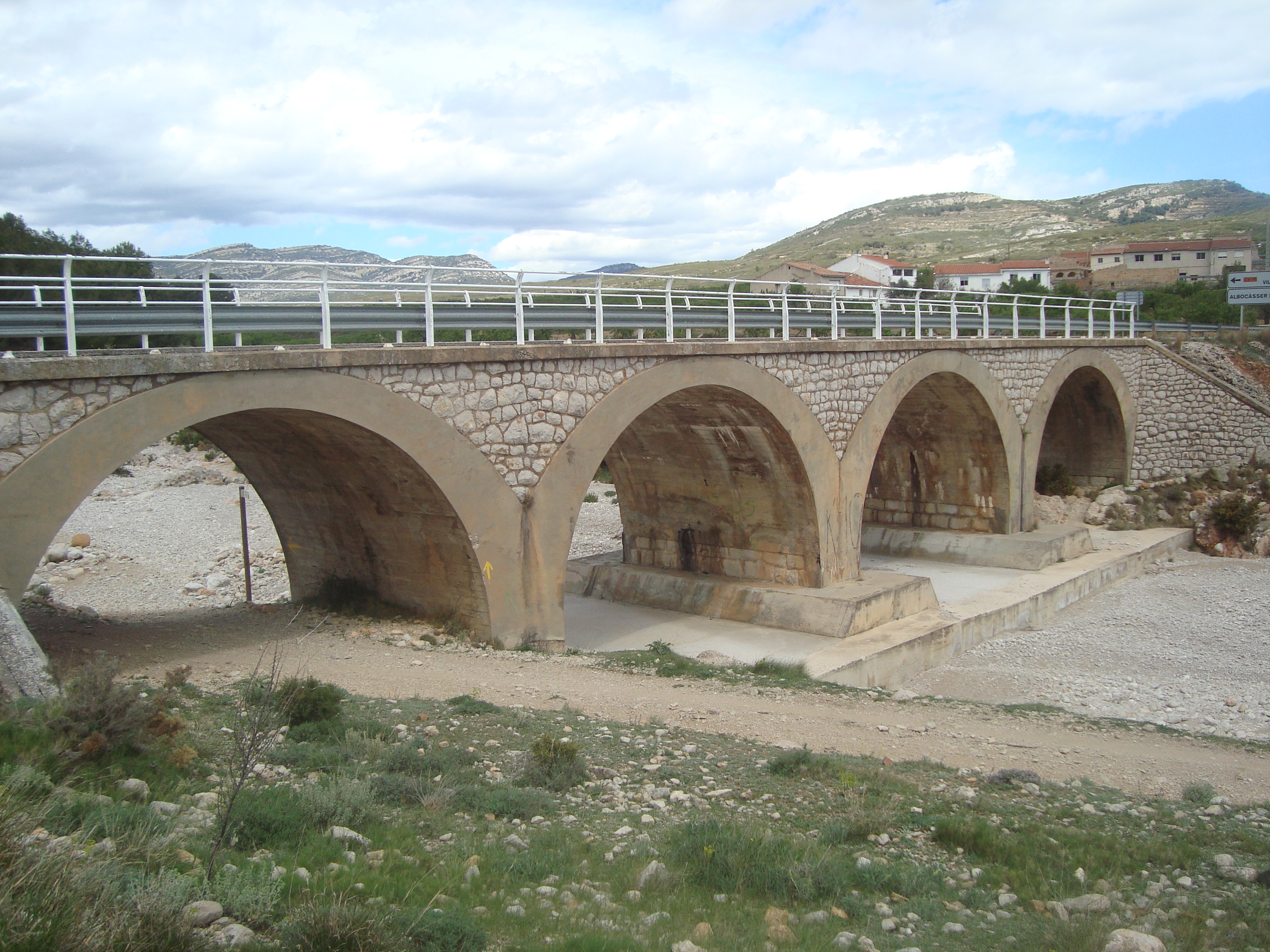
Ponte Vilar de Canes, Rambla Carbonera

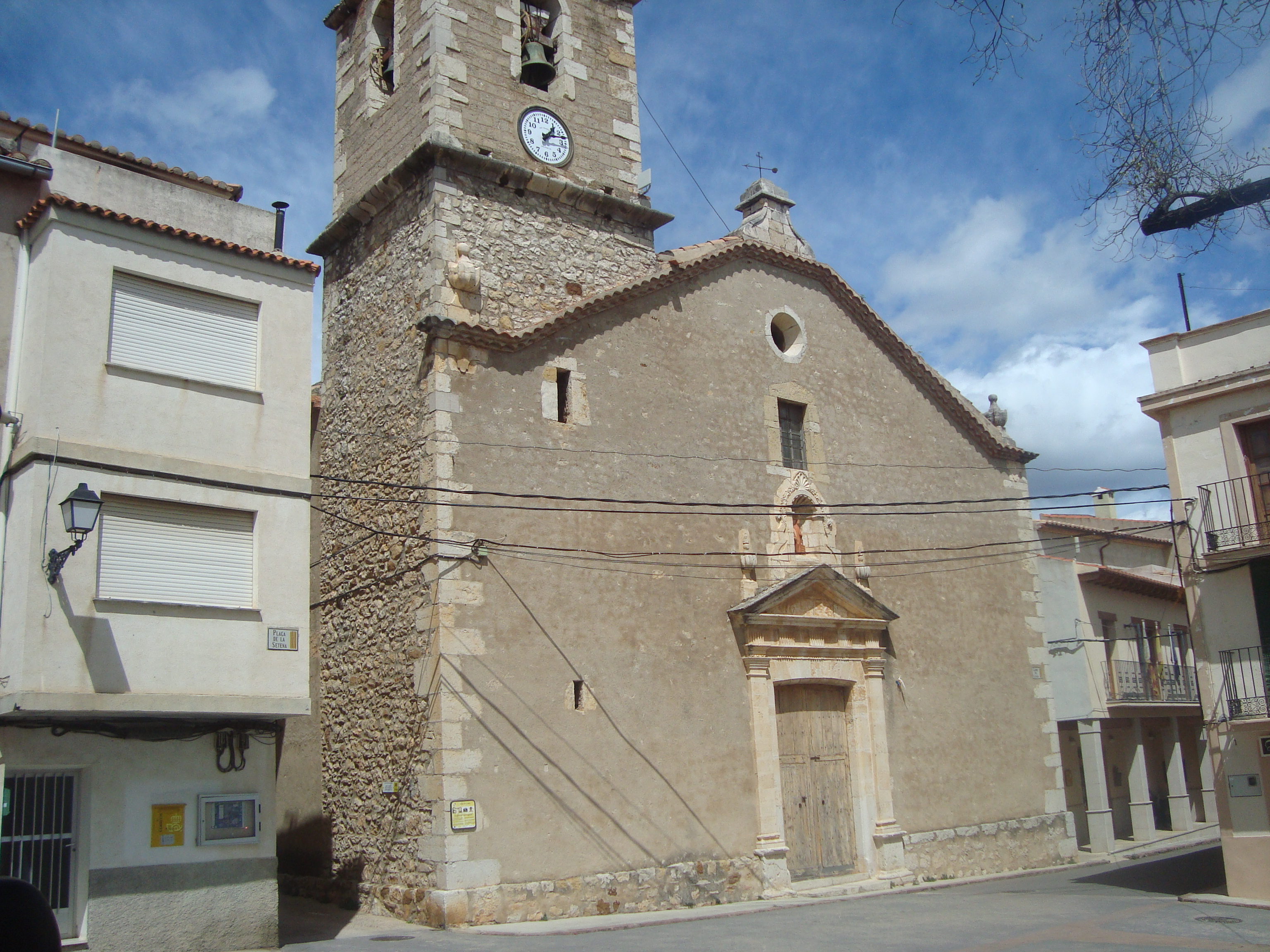
Chiesa parrocchiale di San Lorenzo (Vilar de Cannes)